# Черниговский (Пролетарский район)
Черни́говский — хутор в Пролетарском районе Ростовской области.
Входит в состав Будённовского сельского поселения.

## Население
| 2010 |
| ---- |
| 104  |

## Улицы
На хуторе имеются две улицы — Дорожная и Степная.

## Археология
Рядом с хутором Черниговским находятся:
- Курганная группа «Черниговский I» (5 курганов) — в 1 км к северу от хутора.
- Курганная группа «Крайний I» (2 кургана) — в 7,2 км к северу от хутора.